# Amphoe Na Di
Amphoe Na Di (Thai: อำเภอ นาดี) ist ein Landkreis (Amphoe – Verwaltungs-Distrikt) im Nordosten der Provinz Prachin Buri. Die Provinz Prachin Buri liegt im Osten der Zentralregion von Thailand.

## Geographie
Amphoe Na Di wird von folgenden Amphoe begrenzt (vom Süden im Uhrzeigersinn aus gesehen): die Amphoe Kabin Buri und Prachantakham der Provinz Prachin Buri, die Amphoe Wang Nam Khiao und Khon Buri in der Provinz Nakhon Ratchasima sowie Amphoe Mueang Sa Kaeo in der Sa Kaeo Provinz.

## Geschichte
Das Gebiet des heutigen Na Di gehörte vorher zum Amphoe Kabin Buri. Da dieser als sehr groß angesehen wurde, und auch um Angriffen kommunistischer Rebellen der Kommunistischen Partei Thailands aus dem Untergrund besser begegnen zu können, wurde Na Di am 15. Juli 1974 zunächst als „Zweigkreis“ (King Amphoe) eingerichtet, indem die Tambon Na Di, Sam Phanta, Saphan Hin und Thung Pho von Kabin Buri abgetrennt wurden. 
Am 13. Juli 1981 wurde Na Di zum Amphoe heraufgestuft.

## Verwaltung

### Provinzverwaltung
Der Landkreis Na Di ist in sechs Tambon („Unterbezirke“ oder „Gemeinden“) eingeteilt, die sich weiter in 63 Muban („Dörfer“) unterteilen.
| Nr. | Name         | Thai    | Muban | Einw.  |
| --- | ------------ | ------- | ----- | ------ |
| 01. | Na Di        | นาดี     | 15    | 12.613 |
| 02. | Samphan Ta   | สำพันตา  | 09    | 08.932 |
| 03. | Saphan Hin   | สะพานหิน | 10    | 03.447 |
| 04. | Thung Pho    | ทุ่งโพธิ์   | 07    | 06.809 |
| 05. | Kaeng Din So | แก่งดินสอ | 12    | 10.492 |
| 06. | Bu Phram     | บุพราหมณ์ | 10    | 08.792 |

### Lokalverwaltung
Es gibt eine Kommune mit „Kleinstadt“-Status (Thesaban Tambon) im Landkreis:
- Na Di (Thai: เทศบาลตำบลนาดี) bestehend aus den Teilen der Tambon Na Di, Samphan Ta.

Außerdem gibt es sechs „Tambon-Verwaltungsorganisationen“ (องค์การบริหารส่วนตำบล – Tambon Administrative Organizations, TAO)
- Na Di (Thai: องค์การบริหารส่วนตำบลนาดี) bestehend aus Teilen des Tambon Na Di.
- Samphan Ta (Thai: องค์การบริหารส่วนตำบลสำพันตา) bestehend aus Teilen des Tambon Samphan Ta.
- Saphan Hin (Thai: องค์การบริหารส่วนตำบลสะพานหิน) bestehend aus dem kompletten Tambon Saphan Hin.
- Thung Pho (Thai: องค์การบริหารส่วนตำบลทุ่งโพธิ์) bestehend aus dem kompletten Tambon Thung Pho.
- Kaeng Din So (Thai: องค์การบริหารส่วนตำบลแก่งดินสอ) bestehend aus dem kompletten Tambon Kaeng Din So.
- Bu Phram (Thai: องค์การบริหารส่วนตำบลบุพราหมณ์) bestehend aus dem kompletten Tambon Bu Phram.